# Бердзани
Бердзани (пол. Bierdzany, нім. Bierdzan, 1936-45: Burkardsdorf) — село в Польщі, у гміні Турава Опольського повіту Опольського воєводства.
Населення — 971 особа (2011).

## Демографія
Демографічна структура станом на 31 березня 2011 року:
|          | Загалом | Допрацездатний вік | Працездатний вік | Постпрацездатний вік |
| -------- | ------- | ------------------ | ---------------- | -------------------- |
| Чоловіки | 463     | 83                 | 333              | 47                   |
| Жінки    | 508     | 87                 | 315              | 106                  |
| Разом    | 971     | 170                | 648              | 153                  |